# Miriam Del Mare
Miriam Del Mare, pseudonimo di Maria Teneggi (Reggio nell'Emilia, 26 novembre 1939), è una cantante italiana.

## Biografia

### Gli inizi
Viene scoperta dal maestro Carlo Alberto Rossi nel 1959, mentre l'anno seguente incide il suo primo disco.
Nel 1962 partecipa al Festival di Sanremo in abbinamento a Milva con il brano Stanotte al luna park, che si classifica al quinto posto nella manifestazione e viene pubblicato su 45 giri avente sul retro Buongiorno amore, altro brano finalista a Sanremo.
Nello stesso anno la Del Mare partecipa alla prima edizione del Cantagiro nel girone B, con la canzone Il cuore mi vola via.
Nel 1963 presenta al Festival di Pesaro il brano Tremila lune, in abbinamento con Bruna Lelli.
Nel 1973 registra la traccia "Sono la Bersagliera" con l'orchestra di Iller Pattacini
Nel 1978 è corista nell'orchestra diretta da Pino Presti in occasione degli ultimi concerti dal vivo tenuti da Mina al teatro tenda Bussoladomani di Marina di Pietrasanta.
In seguito la cantante forma un'orcherstra di liscio operante nella sua regione, per poi abbandonare l'attività.
L'artista è stata sposata con il compositore Ermanno Parazzini.

## Discografia

### 45 giri
- 1960 – Buona notte Roma/Till  (Juke Box  JN 1915)
- 1961 – Quando vien la sera  (flexi Il Musichiere  N 20057)
- 1961 – A E I O U cha cha cha/Vorrei volare  (Juke Box  JN 1991)
- 1961 – Il pullover/Ehi, nonnino  (Juke Box  JN 2027)
- 1961 – Amami a Spotorno/Sera sul mare  (Juke Box  JN 2063)
- 1961 – Sera sul mare/Chiaro di luna sul letto  (Juke Box  JN 2065)
- 1962 – 24 mila baci...
- 1962 – Stanotte al luna park/Buongiorno amore  (Juke Box  JN 2133)
- 1962 – A mezza strada/Musica mia  (Juke Box  JN 2159)
- 1962 – Fammi crescere i denti davanti/Chiccolino di caffè  (Juke Box  JN 2169)
- 1963 – Il cuore mi vola via/Tango delle capinere  (Juke Box  JN 2195)
- 1963 – Che ne sai/Tremila lune  (Juke Box  JN 2263)
- 1968 – Rose/Ti si legge in viso/Vele  (Cinevox  SC 1058)
- 1973– Sono la Bersagliera  (Carosello)
- 19?? – Franca giustizia/Pelliccia Nera  (Lady Christene  LC 101)
- 1978 – Calabria bella/Piccolo Pigui  (Bang!!Bang!!  NPA 57)